# Церковь Богоявления в Гончарах (Коломна)
Церковь Богоявления в Гончарах (Богоявленский храм) — православный храм в городе Коломне Московской области.
Единственная в городе, не закрывавшаяся для богослужения в советское время и, следовательно, выполнявшая в 1940-х — 1980-х годах роль кафедрального храма митрополитов Крутицких и Коломенских.
Находится недалеко от железнодорожной платформы Коломна Московской железной дороги.

## История
Основана в селе Бабышеве, которое с XIV века принадлежало великим княгиням Московским. В 1520-х годах в селе поселились строители Коломенского кремля — кирпичники и гончары. Так Бабышево стало пригородной Гончарной слободой. Около 1480 года Софья Палеолог, супруга Ивана III, построила в своей вотчине церковь Зачатия в память о рождении наследника престола Василия III. В XVI веке деревянный храм сгорел, чудом уцелела лишь икона Спаса Нерукотворного. Новую церковь освятили в честь этого образа. В 1680 году началось строительство каменного храма, который в 1689 году освятили в честь Богоявления.
26 декабря 1782 года в церковном доме при храме родился святитель Филарет, митрополит Московский и Коломенский. Родословные корни святителя уходят в наследственный приход храма Богоявления в Гончарах. Самое древнее упоминание о родственниках святителя Филарета в Коломне относится к 1751 году — в городских документах упоминается Афанасий Филиппов, священник церкви Богоявления в Гончарах, прадед митрополита Филарета. В его семье родился дедушка святителя, Никита Афанасьевич. Он также стал священником Богоявленского храма.
Четверик церкви, увенчанный небольшим пятиглавием, был перестроен в 1800—1804 годах. Тогда же в стиле классицизма выстроены трапезная с Введенским и Харалампиевским приделами и колокольня.